# Interaction Overview Diagram

Interaction overview diagram

L'Interaction Overview Diagram è uno dei diagrammi dell'Unified Modeling Language (UML), che può rappresentare un flusso di controllo con nodi che possono contenere diagrammi di interazione.
L'interaction overview diagram è simile all'Activity diagram: entrambi raffigurano una sequenza di attività. La differenza è che l'attività individuale nell'interaction overview diagram è presentato come una cornice che può contenere interazioni (o Sequence diagram). Questi diagrammi interazione\sequenza sono costruiti con blocchi costruzione simili a quelli del sequence, del  communication, dell'interaction overview e del Timing Diagram. I nodi nel diagramma connettono questi sequence diagrams, che possono essere posti in uno specifico ordine.
Eccetto che per i nodi delle attività, gli altri elementi di notazione dell'interaction overview diagram sono gli stessi che per gli activity diagram, come i nodi initial, final, decision, merge, fork e join. I due nuovi elementi introdotti nell'interaction overview diagrams sono le "interaction occurrences" e gli "interaction elements".